# 各国消息
《各国消息》于1838年10月（戊戌年九月初一）在广州创刊的，是继《东西洋考每月统纪传》之后，外国人在中国境内主办的第二个中文近代报刊。《各国消息》是由英国伦敦布道会的麦都思创办和主编，而麦都思的女婿英商奚礼尔为助理编辑，理雅各也曾参加编辑。该刊是每月初一出版的月刊，雕版印刷，中国线装书式样。
由于其他中文刊报都已停刊，它成了当时唯一的中文报刊。同时，它还是中国最早使用石印技术的中文报刊。刊该刊目前仅见第一、第二两期（存在大英博物馆），何时停刊无确切记载。

## 背景
在《各国消息》创刊之际，英国殖民主义者针对中国的闭关政策，迫切要求打开中国的大门。当时西方殖民主义者深感中国妄自尊大，看不起外国人，当时清政府把西方人当做“蛮夷”看待，觉得他们野蛮，没有文化。他们认为这种排外思想及其思想闭塞，正是由于长期与世隔绝的缘故而导致的。
有中国大陆的学者认为，这个刊物为英国殖民主义势力侵华总政策服务，积极报道各国情况，吹嘘西方文明的。

## 主要内容
从该刊文的名字可以知道，《各国消息》是报道各国之消息的。但是，从仅存两期来看，其主要内容也非消息，而是有一些国家的地理、历史等方面的状况。比如第一期的《郭尔喀国》一文，着重介绍了该国的地理、风物、人物情况。《阿瓦国》一文，记述了该国国王孟获犯境，被诸葛亮率兵征服的历史故事。在这些文章中，真正的消息只占很少一部分，并且都在结尾部分短短几句话里。
而该刊也报道英国情况。如第二期《英吉利国》，以很大篇幅报道英女王维多利亚即位的情况。而对于中国，只报道广州的中外贸易情况和中外航运情况。如第二期共十四页，其中十页是商业情况，登载广东省城洋商与各国远商买卖各货的市价等内容。在报刊上登载物价表，在国内中文报刊中以《各国消息》为首创。此外，该刊还报道商船失事、台风消息等有关商业、贸易内容。报道台风消息，这为加强中外通航、贸易之需要。报刊慢慢向近代化方向发展，从宣传皇帝、上帝摆脱出来，逐渐来到现实的人间。《各国消息》是一份由传教士出版的刊物，可是却没有宣传基督教义，说明当时传教士的任务并不单纯是传教，而是为英国殖民主义势力侵华总政策服务的，宣传什么，决定于当时形势的需要。
总体上说，《各国消息》的内容主要是商业、贸易内容，这是因为英国在十八世纪末与十九世纪初大量出现的海外传教组织，本来就是为抢夺海外市场需要而建立起来的。

## 主要编辑者
- 麦都思（W. H. Medhurst）
- 奚礼尔（C. B. Hillier）
- 理雅各（J. Legge）[2]

## 出版
- 出刊时间：从1838年开始每月初一出版，连续出版至1839年。
- 出版地点：广州
- 印刷方式：木板雕刻，石印
- 出版宗旨：改变中国闭塞，宣扬英国德政、国威[3]

## 现存版本
《各国消息》是从1838年10月开始出版的，考虑到当时在华的英商和传教士都于1839年5月受令撤离广州，《各国消息》最多出至第八期。但目前仅见第一、第二两期，都存在大英博物馆。